# Rachecourt-Suzémont
Rachecourt-Suzémont település Franciaországban, Haute-Marne megyében. Lakosainak száma 106 fő (2022. január 1.). Rachecourt-Suzémont Bailly-aux-Forges, Domblain, Doulevant-le-Petit, Morancourt, Vaux-sur-Blaise és Ville-en-Blaisois községekkel határos.

## Népesség
A település népességének változása:
| Lakosok száma | 109  | 125  | 95   | 107  | 108  | 106  | 105  | 106  | 106  | 106  |
|               | 1968 | 1982 | 1990 | 2006 | 2013 | 2015 | 2017 | 2019 | 2020 | 2022 |